# Hébécrevon
Hébécrevon est une ancienne commune française du département de la Manche et de la région Normandie, devenue le 1er janvier 2016 une commune déléguée au sein de la commune nouvelle de Thèreval.
Elle est peuplée de 1 137 habitants.

## Géographie
La commune est composée d'une quarantaine de hameaux : Hébécrevon (bourg principal), la Jugannière, Bellevue, la Fontaine des Bains, la Rairie, l'Hôtel Caruel, la Nouillerie, le Rouloux Godard, la Varinière, la Cauvinière, le Mesnil Guillaume, Survire, Rajon, la Crevonnière, la Planquette, la Vacellerie, la Lande, le Couvert, la Croix de Pirou, la Marcandière, la Herbinière, le Castillon, la Corbinière, la Communière, la Besnardière, Saint-Vast, l'Hôtel Dolley, la Scierie, le Boscq, la Hersière, le Chêne au Loup, la Dorière, la Girandière, la Haye, la Viesrie, Castel (château), l'Hôtel Roussel, la Bucaille, la Picardière, la Couesnerie, la Roque (château).
Au sud d'Hébécrevon se trouve le bois de Mingrey.
Un éco-hameau de vingt-cinq logements a été construit en 2011. Le bocage existant est maintenu, les eaux pluviales gérées en surface, les voiries allégées, les propriétaires conseillés par le CAUE.

## Toponymie
Le nom de la localité est attesté sous les formes anciennes herberto Quevron (1232), herberto Chevron (1280).
Le toponyme Hébécrevon signifie littéralement le chevron d'Herbertus ou le chevron d'Hébert. Ce chevron (un quevron ou crevon, en langue normande) était une poutre faisant fonction de petit pont de bois permettant de franchir un petit affluent de la Vire. Il est précédé du nom de baptême germanique Herbert, extrêmement fréquent en Normandie, plus communément sous la forme Hébert (qui a survécu comme nom de famille normand) par amuissement du /r/ devant consonne, phénomène fréquent dans cette province (cf. Bernard > Bénard). On retrouve Hébert dans une pléthore de toponymes normands : Hébertot, Héberville, Hébécourt, Thuit-Hébert, Pont-Hébert, Saint-Martin-le-Hébert, etc.
Le gentilé est Hébécrevonnais.

### Microtoponymie
Les hameaux en Y-ère, Y-erie, Hôtel Y sont des constructions plus récentes. À l'origine, ils désignent la ferme de la famille Y. Jugannière = ferme des Jugan ; Rairie = ferme des Raire ; Hôtel Caruel = ferme des Caruel ; Nouillerie = ferme des Nouiller ; Varinière = ferme des Varin ; Cauvinière = ferme des Cauvin ; Crevonnière = ferme des Crevon ; Vacellerie = ferme des VAcelle ; Marcandière = ferme des Marcand ; Herbinière = ferme des Herbin ; Corbinière = ferme des Corbin ; Communière = ferme des Commun ; Besnardière = ferme des Besnard ; Hôtel Dolley = ferme des Dolley ; Hersière = ferme des Herse ; Dorière = ferme des Dore ; Girandière = ferme des Girand ; Viesrie = ferme des Viese ; Hôtel Roussel = ferme des Roussel ; Bucaille = ferme des Bucaille ; Picardière = ferme des Picard ; Couesnerie = ferme des Couesne.
Survire désigne le hameau sur les bords de la Vire.

## Histoire

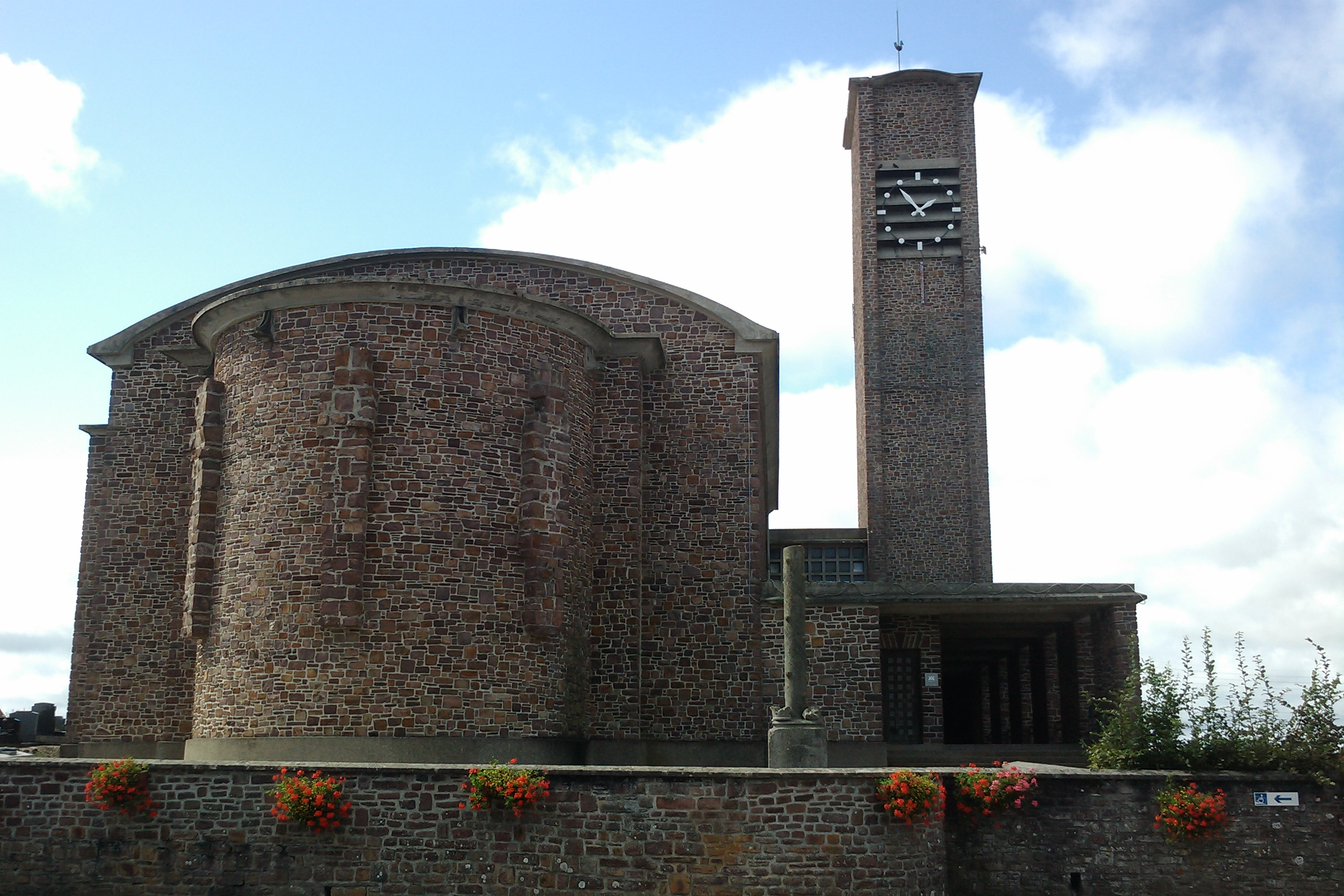
L'église.

Des fouilles réalisées au lieu-dit La Couesnerie ont mis au jour une occupation gauloise.
Sous l'Ancien Régime, la paroisse dépendait de la généralité de Caen, de l'élection de Carentan et Saint-Lô (en 1612-1636) puis de celle de Carentan (en 1677) et enfin de celle de Saint-Lô (en 1713). Elle était du ressort de la sergenterie du Hommet.
Luc Duchemin de la Haulle (1611-1686), lieutenant-général du bailli de Cotentin, député des États de Normandie aux États généraux de Tours, est seigneur du Mesnil-Guillaume et d'Hébécrevon.
Hébécrevon et ses eaux furent l'objet de plusieurs livres écrits au tout début du XVIIe siècle, notamment par Guillaume Destouteville, médecin à Saint-Lô, auteur en 1613 d'un petit livre rare de 39 pages, Discours véritable des vertus et propriétés des eaux médicinales d'Hébécrevon, dédié à Charles de Matignon, comte de Torigni-sur-Vire et également baron de Saint-Lô.
Dans le même temps, le médecin Jacques de Cahaignes, a rédigé sur le même sujet deux autres ouvrages. Le premier, en 1612, Jacobini Cahagnesii, professoris regii, de aquâ fontis Hebecrevonii proelectio et le second en 1614, Censori proelectionis de aquâ fontis Hebecrevonii, sub nomine Francisci Chicotii ementito, Jacobi Chagnesii responsio.
La même année, en 1614, le sieur de Maynes écrivit sur cette question et en réponse aux calomnies dont était victime Jacques de Cahaignes Répartie en faveur de M. de Cahagnes des eaux d'Hébécrevon, près Saint-Lô, par le sieur de Maynes, contre un libelle scandaleux.
Enfin, Hubin, sieur de la Bastie, converti au culte protestant, écrivit en 1617 un ouvrage curieux dénommé La Fontaine de Jouvence de la France, au village d'Hébécrevon près S-Gisles en Costentin. Les eaux minérales d'Hébécrevon et Saint Gisles étaient en effet alors très appréciées par les protestants de Normandie et de Bretagne. De nos jours, la « fontaine de jouvence » n'est plus guère connue que par les randonneurs locaux.
Louis II de Bourbon (1621-1686), dit le Grand Condé, viendra de nombreuses fois soigner ses rhumatismes à la Fontaine des bains d'Hébécrevon. Il séjournait alors au château d'Amigny chez Leroy d'Amigny.
Lors de la bataille de Normandie, en juillet 1944, les Américains progressent très difficilement et très lentement dans le bocage normand, dans ce qui sera appelé plus tard la bataille des Haies. Pour en sortir, le général Omar Bradley décide d'un bombardement de saturation sur une zone restreinte du front pour créer une brèche dans laquelle s'engouffreront les troupes américaines : c'est l'opération Cobra. Hébécrevon se trouve avec La Chapelle-en-Juger et Marigny dans ce corridor et le 25 juillet a lieu en trois vagues le plus grand bombardement en tapis de la Seconde Guerre mondiale. Le village est anéanti. Un mois avant de la bataille, le 12 juin, Erich Marcks, General der Artillerie ayant servi au sein de la Heer dans la Wehrmacht, avait trouvé la mort dans la commune, peu après l'attaque aérienne de sa voiture.
Le 1er janvier 2016, Hébécrevon intègre avec La Chapelle-en-Juger la commune de Thèreval créée sous le régime juridique des communes nouvelles instauré par la loi no 2010-1563 du 16 décembre 2010 de réforme des collectivités territoriales. Les communes de La Chapelle-en-Juger et Hébécrevon deviennent des communes déléguées et Hébécrevon est le chef-lieu de la commune nouvelle.

## Politique et administration

### Liste des maires de la commune
| Période                                  | Période          | Identité          | Étiquette | Qualité                                                    |
| ---------------------------------------- | ---------------- | ----------------- | --------- | ---------------------------------------------------------- |
| 1928                                     | 1960             | Paul Rauline      |           |                                                            |
| 1960                                     | 1995             | Émile Letribot    |           |                                                            |
| 1995                                     | 31 décembre 2015 | Gilles Quinquenel | DVD       | Ingénieur d'études sanitaires, président de Saint-Lô Agglo |
| Les données manquantes sont à compléter. |                  |                   |           |                                                            |

### Liste des maires de la commune déléguée
| Période      | Période  | Identité          | Étiquette | Qualité |
| ------------ | -------- | ----------------- | --------- | ------- |
| janvier 2016 | En cours | Gilles Quinquenel | DVD       |         |

## Population et société

### Démographie
En 2021, la commune comptait 1 137 habitants. Depuis 2004, les enquêtes de recensement dans les communes de moins de 10 000 habitants ont lieu tous les cinq ans (en 2007, 2012, 2017, etc. pour Hébécrevon) et les chiffres de population municipale légale des autres années sont des estimations.
| 1793  | 1800 | 1806  | 1821  | 1831  | 1836  | 1841  | 1846  | 1851  |
| ----- | ---- | ----- | ----- | ----- | ----- | ----- | ----- | ----- |
| 1 040 | 823  | 1 100 | 1 082 | 1 099 | 1 133 | 1 104 | 1 093 | 1 114 |

| 1856  | 1861 | 1866  | 1872 | 1876 | 1881 | 1886 | 1891 | 1896 |
| ----- | ---- | ----- | ---- | ---- | ---- | ---- | ---- | ---- |
| 1 010 | 990  | 1 001 | 868  | 828  | 809  | 842  | 824  | 752  |

| 1901 | 1906 | 1911 | 1921 | 1926 | 1931 | 1936 | 1946 | 1954 |
| ---- | ---- | ---- | ---- | ---- | ---- | ---- | ---- | ---- |
| 667  | 674  | 639  | 561  | 587  | 574  | 543  | 582  | 615  |

| 1962 | 1968 | 1975 | 1982 | 1990 | 1999 | 2007  | 2011  | 2016  |
| ---- | ---- | ---- | ---- | ---- | ---- | ----- | ----- | ----- |
| 660  | 604  | 640  | 813  | 921  | 969  | 1 098 | 1 136 | 1 133 |

| 2019  | - | - | - | - | - | - | - | - |
| ----- | - | - | - | - | - | - | - | - |
| 1 132 | - | - | - | - | - | - | - | - |

### Sports
L'Entente sportive d'Hébécrevon fait évoluer quatre équipes de football en divisions de district.

## Économie
La commune se situe dans la zone géographique des appellations d'origine protégée (AOP) Beurre d'Isigny et Crème d'Isigny.

## Culture locale et patrimoine

### Lieux et monuments

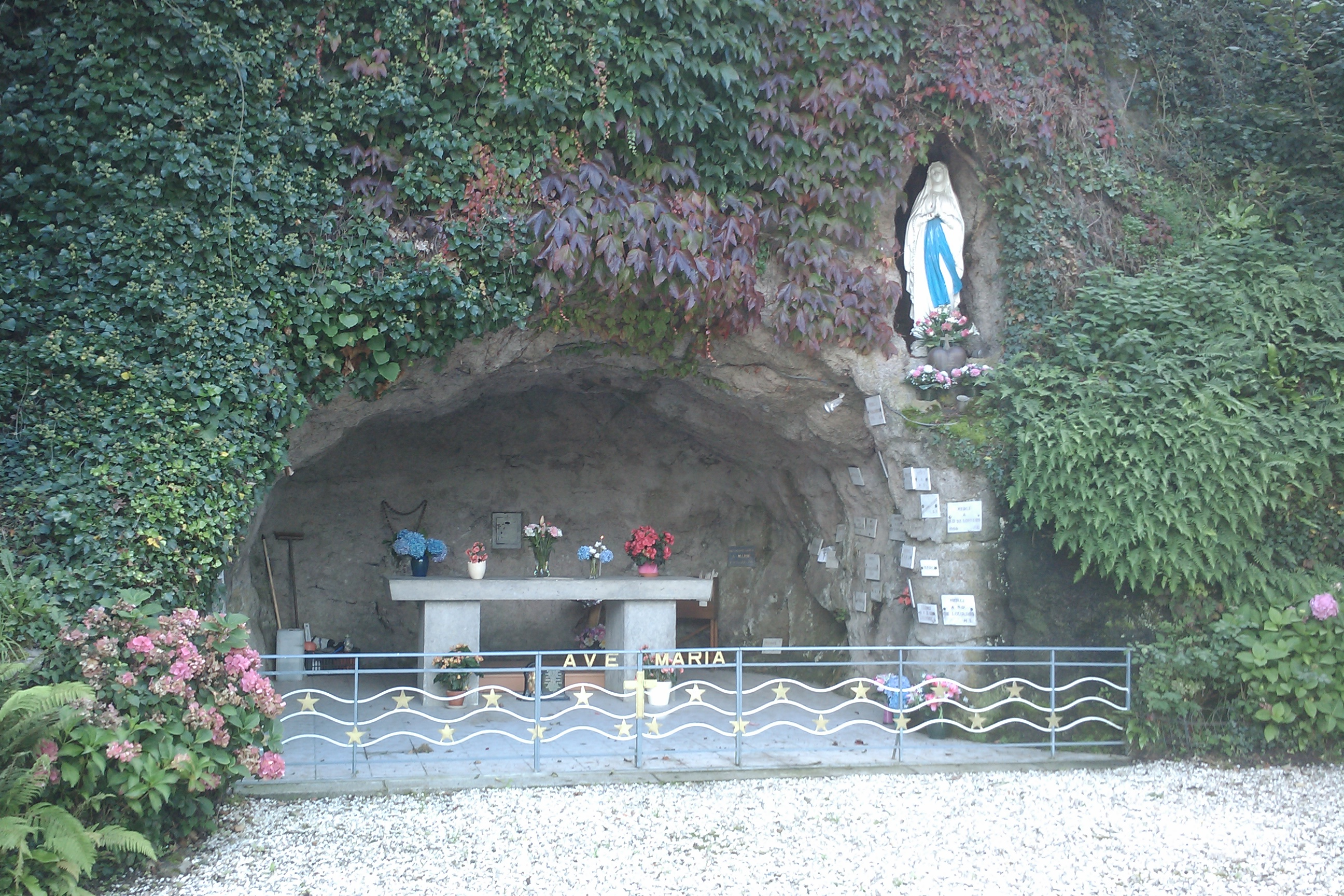
Reconstitution de la grotte de Lourdes.

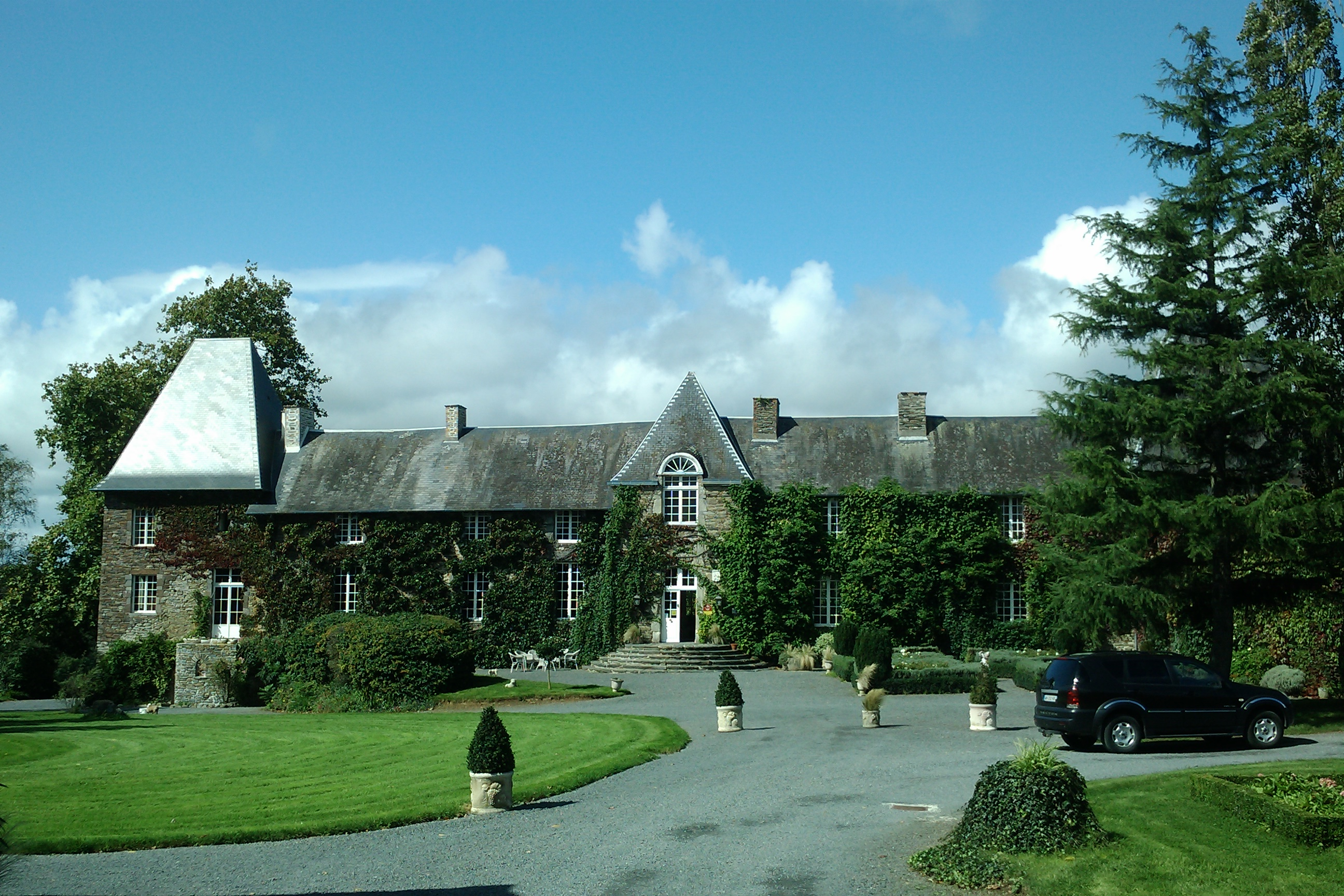
Le château de la Roque.

L'ensemble du village actuel est le résultat de son histoire moderne et du bombardement massif lors de l'opération Cobra, épisode de la bataille de Normandie en juillet 1944. Il subsiste toutefois deux anciens châteaux.
L'église Saint-Martin moderne construite en poudingue est « caractéristique des édifices religieux modernistes réalisés à la Reconstruction ». Elle a été construite entre 1952 et 1955. Elle a obtenu le label « Patrimoine du XXe siècle » par le ministère de la Culture. Elle abrite onze verrières contemporaines.
Le château de la Roque et son parc. Il a été construit au XVIe siècle, et, a appartenu à Raymond Delisle (1943-2013), ancien champion cycliste. Les façades et les toitures de ses bâtiments ont été inscrites à l'inventaire des Monuments historiques par arrêté du 1er avril 1946.
Le Castel, construit à la fin du XVIe siècle est également inscrit à l'inventaire des monuments historiques par arrêté du 1er avril 1946. Salch y signale des vestiges de l'époque médiéval.
La grotte de Lourdes a été reconstituée près des Carrières.
La Fontaine des Bains, source dite « La Fontaine de Jouvence », fréquentée depuis Louis XIII.

### Personnalités liées à la commune
- Erich Marcks (1891-1944), général allemand de la Seconde Guerre mondiale, mort dans la commune des suites d’une attaque aérienne, le 12 juin 1944, quelques jours après le Débarquement.